# Чигиринський провулок (Київ)
Чигири́нський прову́лок — провулок у Подільському районі міста Києва, місцевість Вітряні гори. Пролягає від Межової вулиці до тупика.

## Історія
Провулок виник у середині XX століття під назвою 217-а Нова вулиця. Сучасна назва — з 1955 року. Офіційно ліквідований у 1978 році, але фактично існує й тепер. У 2010-x роках провулок знову з'явився в офіційних документах міста: його було включено до офіційного довідника «Вулиці міста Києва» та містобудівного кадастру, провулок також позначений на сучасних картах.
До Чигиринського провулку приписаний єдиний будинок, № 3 — п'ятиповерхівка серії 1-480-19А («хрущовка»), зведена у 1959 році.